# Sergio Martínez (Boxer)
Sergio Gabriel Martínez (* 21. Februar 1975 in Quilmes, Provinz Buenos Aires) ist ein argentinischer Profiboxer und mehrfacher Weltmeister der Verbände IBO, WBC und WBO. Laut unabhängigen Ranglisten von BoxRec und Ring Magazine galt er lange Zeit als Nummer 1 im Mittelgewicht.

## Amateurkarriere
Martínez begann erst im Alter von 21 Jahren mit dem Boxen und bestritt innerhalb von eineinhalb Jahren 41 Amateurkämpfe. Er wurde zweimal Argentinischer Meister und wurde zu Argentiniens Nachwuchsboxer des Jahres gewählt. 1997 nahm er ohne internationale Erfahrung an den Weltmeisterschaften in Budapest teil, besiegte in der Vorrunde den Finnen Jani Rauhala vorzeitig und unterlag erst im Achtelfinale knapp mit 9:11 gegen den erfahrenen Rumänen und späteren Olympiateilnehmer Adrian Diaconu. Dies blieb die einzige Niederlage seiner Amateurkarriere. Während dieser beeindruckenden Amateurzeit entstand auch sein Kampfname „Maravilla“, zu Deutsch „Wunder“.

## Profikarriere
1997 wechselte er ins Profilager, startete im Weltergewicht und konnte bis auf ein Unentschieden gegen Mario Javier Nieva, seine ersten 17 Kämpfe gewinnen. Dabei schlug er auch Gabriel Leonidas Leiva (3-0), Ignacio Ramón Cáceres (5-0), Paulo Alejandro Sanchez (24-4) und Ariel Gabriel Chaves (38-4). Seine erste Niederlage ereilte ihn schließlich am 19. Februar 2000 gegen den äußerst starken Mexikaner und späteren, zweifachen WBO- und IBF-Weltmeister Antonio Margarito, als er durch technischen K. o. in Runde 7 verlor.
Anschließend setzte jedoch eine anhaltende Siegesserie ein, die ihn in den nächsten 29 Kämpfen ungeschlagen ließ. Am 21. Juni 2003 wurde er mit einem Punktesieg über den Briten Richard Williams (17-1), neuer IBO-Weltmeister im Halbmittelgewicht und verteidigte den Titel erfolgreich gegen Adrian Stone (33-4), sowie in einem Rückkampf gegen Richard Williams.
Martínez legte daraufhin den Titel nieder, um den interimen Weltmeistertitel des bedeutenderen Verbandes WBC zu boxen, den er sich schließlich am 4. Oktober 2008 durch einen spektakulären Sieg über Alex Bunema (30-5) sicherte. Bunema war dem Kampf von Anfang an nicht gewachsen, wurde immer wieder in die Seile getrieben und schien verteidigungsunfähig, ehe der Ringarzt eingriff und Bunema schwer gezeichnet aus dem Kampf nahm.
Anschließend verteidigte Martínez den Titel durch ein umstrittenes Unentschieden erfolgreich gegen den ehemaligen IBF-Weltmeister Kermit Cintrón (30-2). Martínez dominierte den Kampf und erzielte deutlich mehr Treffer (151:103), während Cintrón einen blutigen Cut über dem linken Auge erlitt und in Runde 7 sogar zu Boden musste und angezählt wurde. Cintrón kam zwar erst bei 10 unter Schlagwirkung leidend hoch und wurde vom Ringrichter folgerichtig abgewunken, doch anschließend behauptete Cintrón, er sei durch einen Kopfstoß zu Boden geschickt worden, und beschwerte sich heftig über den Kampfabbruch. Nach einigen Tumulten im und außerhalb des Ringes wurde der Kampf schließlich fortgesetzt, da der Ringrichter Frank Santore plötzlich behauptete, Cintrón sei bei 9 bereits wieder auf den Beinen gewesen und er (Santore) habe den Kampf gar nicht abgebrochen. In der Zeitlupenwiederholung war jedoch deutlich zu sehen, dass die Schlagwirkung durch eine starke Linke zur Schläfe entstanden war und sich die Köpfe der beiden nie berührten. In der letzten Runde erhielt Martínez noch einen Punktabzug wegen Schlagens auf den Hinterkopf, wodurch es zu dem kontroversen Unentschieden kam.
Martínez wurde schließlich im Mai 2009 vom interimen, zum amtierenden WBC-Weltmeister ernannt, da der eigentliche Weltmeister Vernon Forrest, verletzungsbedingt ausgefallen war und zu lange keine Titelverteidigung bestritt. Anschließend wechselte er in die nächsthöhere Gewichtsklasse, ins Mittelgewicht und unterlag dort am 5. Dezember 2009 dem US-Amerikaner und Ex-Weltmeister Paul Williams (37-1) nach Punkten. Beiden Boxern war in der ersten Runde ein Niederschlag gelungen, Williams erlitt zudem einen blutigen Cut im Gesicht.
Doch schon in seinem nächsten Kampf am 17. April 2010 besiegte er den Doppelweltmeister Kelly Pavlik (36-1) einstimmig nach Punkten und wurde damit neuer WBC- und WBO-Weltmeister im Mittelgewicht. Martínez ging in Runde 7 einmal zu Boden, beharrte jedoch darauf, dass er nur ausgerutscht sei. Pavlik hingegen kam mit der Schnelligkeit von Martínez nicht zurecht, konnte keine klaren Wirkungstreffer anbringen und boxte ab der 9. Runde mit blutverschmiertem Gesicht, da er Platzwunden an beiden Augenbrauen erlitten hatte. Sergio Martínez wurde somit zum ersten argentinischen Mittelgewichtsweltmeister seit 1972. Da er jedoch auch noch den WBC-Weltmeistertitel im Halbmittelgewicht besaß, es jedoch laut WM-Regeln verboten ist, WM-Titel in zwei Gewichtsklassen zu besitzen, hätte er sich innerhalb von zehn Tagen bei der WBO melden müssen, um bekanntzugeben, in welcher Gewichtsklasse er nun Champion bleiben wolle. Da er diese Frist jedoch verstreichen ließ, wurde ihm der WBO-WM-Titel wieder entzogen und damit vakant. Eine Woche später gab er bekannt, dass er Champion im Mittelgewicht bleiben wolle, weshalb der WBC-Titel im Halbmittelgewicht vakant wurde. Somit blieb er WBC-Weltmeister im Mittelgewicht.
Diesen Titel verteidigte er erfolgreich am 20. November 2010 durch einen spektakulären K. o. in Runde 2 über seinen ehemaligen Bezwinger Paul Williams.
Im Januar 2011 wurde ihm überraschend der WBC-Titel entzogen, da er sich weigerte gegen den Pflichtherausforderer und Interims-Weltmeister Sebastian Zbik anzutreten. Zbik wurde somit kampflos neuer WBC-Weltmeister im Mittelgewicht.
Am 12. März 2011 gewann er durch technischen K. o. in der 8. Runde über den bis dahin ungeschlagenen, ehemaligen WBO-Weltmeister Serhij Dsynsyruk (37-0) und erhielt so den Diamond-Titel der WBC. Am 1. Oktober 2011 siegte er durch K. o. in der 11. Runde über den ebenfalls ungeschlagenen (23-0) Europameister Darren Barker. Am 17. März 2012 besiegte er den ehemaligen Europameister Matthew Macklin (28-3) durch technischen K. o. in Runde 11.
Zbik hatte den WBC-Titel zwischenzeitlich an den Mexikaner Julio César Chávez junior (46-0) verloren. Dieser absolvierte zunächst drei Titelverteidigungen und forderte Martínez anschließend zu einem Kampf heraus, der am 15. September 2012 in Las Vegas stattfand. Martínez gewann den Kampf über 12 Runden einstimmig nach Punkten. Am 27. April 2013 verteidigte er den Titel einstimmig gegen Martin Murray (25-0).
Am 7. Juni 2014 verlor er den WBC-Titel völlig überraschend im Madison Square Garden von New York an den Herausforderer Miguel Cotto (38-4) aus Puerto Rico, der erstmals im Mittelgewicht boxte. Martínez ging bereits in der ersten Runde dreimal zu Boden und musste über die weiteren Runden immer wieder schwere Treffer einstecken, ohne selbst klar zu punkten, weshalb der Kampf nach der neunten Runde zu Gunsten von Cotto abgebrochen wurde. Dies war der vorerst letzte Kampf seiner Karriere.
Am 21. August 2020 gab er sein Comeback.

## Titel und Erfolge als Profi
Weltergewicht
- 2000: WBO-Latino-Champion
- 2001: Argentinischer Meister

Halbmittelgewicht

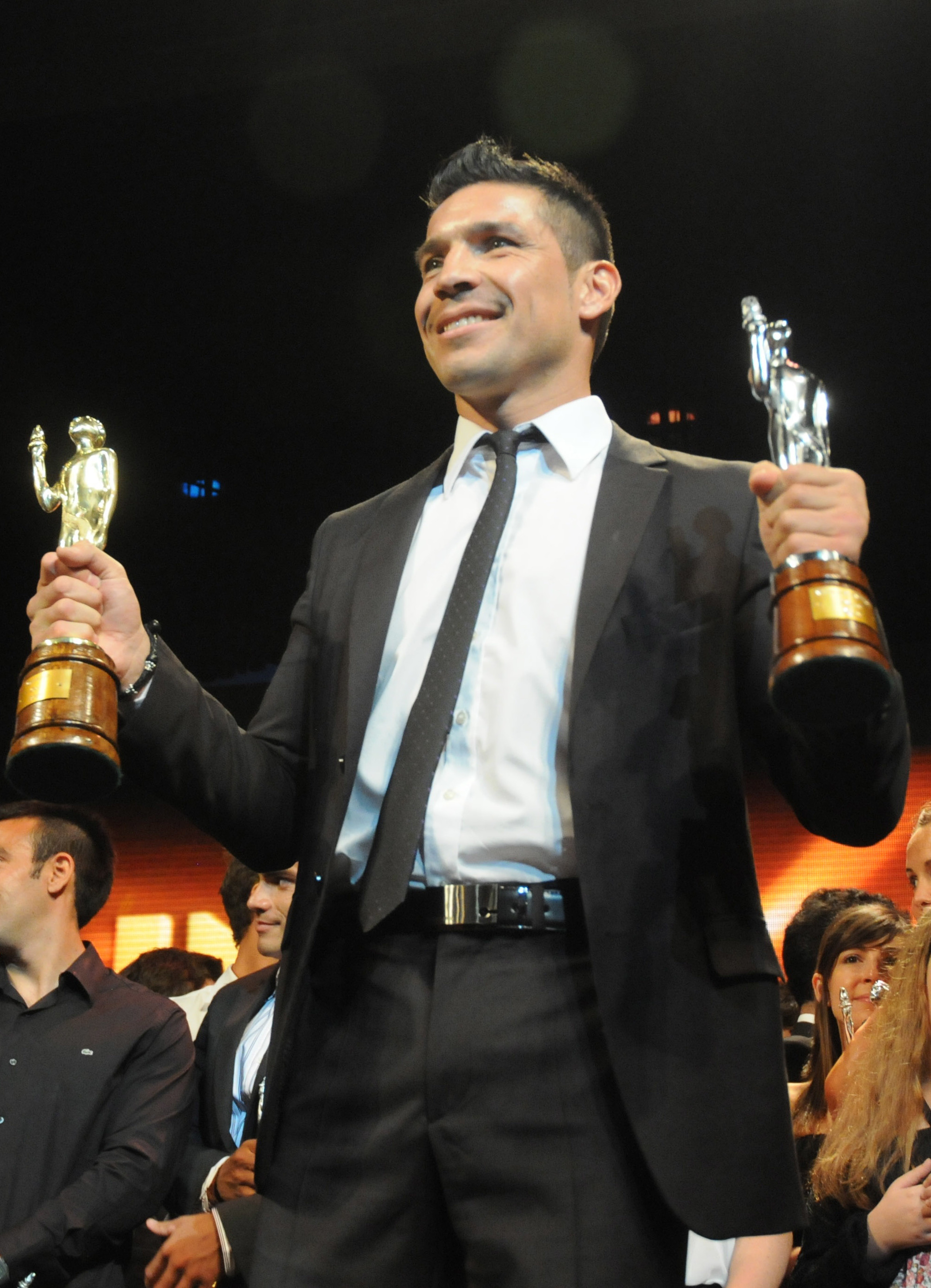
Martínez, 2012

- 21. Juni 2003: IBO-Weltmeister (2 Titelverteidigungen, danach niedergelegt, um für WBC-Titel zu boxen)
- 2005 und 2006: WBC-Latino-Champion
- 4. Oktober 2008: WBC-Weltmeister (1 Titelverteidigung)

Mittelgewicht
- 17. April 2010: WBC- und WBO-Weltmeister (WBO-Titel entzogen, da er bereits WBC-Titel in zwei Gewichtsklassen hielt, was gegen die Regeln der WBO verstößt, WBC-Titel entzogen, da zu Pflichttitelverteidigung nicht angetreten)
- 12. März 2011: WBC-Diamond-Champion (2 Titelverteidigungen)
- 15. September 2012: WBC-Weltmeister (1 Titelverteidigung)

## Auszeichnungen
Für das Jahr 2009 wurde ihm von der World Boxing Council, der Titel „Boxer des Jahres“ verliehen.
Sein K.-o.-Sieg über Paul Williams wurde vom Ring Magazine zum „Knockout des Jahres 2010“ gewählt. Zudem wurde er für das Jahr 2010 vom Ring Magazine und der Boxing Writers Association of America zum „Boxer des Jahres“ ernannt.
2012 gewann Martínez überraschend vor Lionel Messi die Wahl zu Argentiniens Sportler des Jahres.